# Юхтельгаузен
Юхтельгаузен (нім. Üchtelhausen) — громада в Німеччині, розташована в землі Баварія. Підпорядковується адміністративному округу Нижня Франконія. Входить до складу району Швайнфурт.
Площа — 62,15 км2. Населення становить 3845 ос. (станом на 31 грудня 2020).